# Piona conglobata
Piona conglobata is een mijt die behoort tot de familie Pionidae. Hij komt voor in het holarctisch gebied. De klauw van III-poot-6 is niet langwerpig.